# Nespelem Community
Nespelem Community és una concentració de població designada pel cens dels Estats Units a l'estat de Washington. Segons el cens del 2000 tenia 290 habitants.

## Demografia
Segons el cens del 2000, Nespelem Community tenia 290 habitants, 84 habitatges, i 58 famílies. La densitat de població era de 4,8 habitants per km².
Dels 84 habitatges en un 33,3% hi vivien nens de menys de 18 anys, en un 36,9% hi vivien parelles casades, en un 25% dones solteres, i en un 29,8% no eren unitats familiars. En el 27,4% dels habitatges hi vivien persones soles el 6% de les quals corresponia a persones de 65 anys o més que vivien soles. El nombre mitjà de persones vivint en cada habitatge era de 3,45 i el nombre mitjà de persones que vivien en cada família era de 4,22.
Per edats la població es repartia de la següent manera: un 37,2% tenia menys de 18 anys, un 6,6% entre 18 i 24, un 29,3% entre 25 i 44, un 17,9% de 45 a 60 i un 9% 65 anys o més.
L'edat mediana era de 30 anys. Per cada 100 dones de 18 o més anys hi havia 119,3 homes.
La renda mediana per habitatge era de 39.688 $ i la renda mediana per família de 48.438 $. Els homes tenien una renda mediana de 23.750 $ mentre que les dones 21.667 $. La renda per capita de la població era de 12.507 $. Aproximadament el 9,8% de les famílies i l'11,9% de la població estaven per davall del llindar de pobresa.

## Poblacions més properes
El següent diagrama mostra les poblacions més properes.